# ボーラーニー
ボーラーニー(Bolani)は、アフガニスタンのフラットブレッドである。薄い皮に、ジャガイモ、レンズマメ、カボチャ、チャイブ、リーキ等の様々な種類の野菜のフィリングを詰め、焼くか揚げてからヨーグルトかミントヨーグルトを添える。
誕生日パーティや婚約パーティ、祝日等、特別な機会に作られる。
アメリカでは、ケバブ料理店で良く見られる。種類は様々で、典型的にはチャイブ、ジャガイモ、レンズマメ、リーキ、その他の野菜をトッピングする。しかしこれらの伝統的なトッピングに留まらず、ファラフェル、ギロ、カルネアサダ、ベーコンや鳥獣肉も用いられる。パン生地は小麦粉が一般的だが、全粒粉やライムギを好む者も多い。

## バリエーション

### エッグロールラップを用いる方法
パン生地を作る代わりにエッグロールラップを用いる方法は時間を節約でき、西洋諸国でしばしば用いられる。エッグロールラップの端を少し水で濡らし、くっつきやすくする。その後、好みの具を縦又は斜めに半分まで詰め、金色になるまで両端を揚げる。この方法は、ボーラーニ―を作る最も簡単で速い方法である。

### パン生地を焼く方法
もう1つの方法は焼いて作る方法である。特別な機会に食べる場合は揚げて作る方が人気があるが、西洋では焼いて作るものが非常に人気がある。焼いて作る方法は、元々脂肪分を減らすためであったが、現在ではそれが与える独特の風味のために人気が高くなっている。焼くことで生地を厚くでき、ふわふわした食感になる。焼いて作るのは伝統的ではないという者もいるが、アメリカでは最も人気のあるボーラーニ―の調理法となっている。